# Albizia edwallii
Espèce
Synonymes
- Albizia austrobrasilica Burkart[1] [2]
- Albizia edwarllii (misspelling)[2]
- Pithecellobium edwallii Hoehne[1] [2] [3]
- Pithecolobium edwallii Hoehne[1]

Statut de conservation UICN

 LC  : Préoccupation mineure
Albizia edwallii est une espèce de plantes à fleurs du genre Albizia de la famille des Fabaceae.